# 새 (도장)
새(璽)는 동아시아 국가들의 황제나 왕이 정사를 볼 때 사용하던 도장을 뜻한다. 새라는 낱말의 유래는 화씨벽으로 조각한 전국옥새에서 따왔다. 현재는 사용자나 그 새의 용도에 따라 옥새, 국새, 어새 등으로 구별한다. 중국에서는 청나라의 건륭제가 용도에 따라 25개의 옥새를 만들어 이십오보로 이름을 붙였고, 일본은 천황이 결재할 때 사용하는 천황어새, 그리고 훈장이나 관리를 임명할 때 날인하는 대일본국새 등이 있다. 
대한민국에서는 국새만이 사용되고 있다. 